# Oľga Vronská
Olga Vronská, vlastním jménem Olga Wagnerová (13. prosince 1920 Levoča – 3. května 2002 Bratislava) byla slovenská herečka.

## Život
V roce 1941 absolvovala studium herectví na Státní konzervatoři v Bratislavě. V letech 1941 až 1946 byla členkou Činohry SND, v letech 1946 až 1981 byla členkou činohry Nové scény v Bratislavě. Od roku 1981 byla v důchodu. Film využíval její herectví pouze v drobných žánrových epizodkách. Menší úkoly vytvořila v televizi (Sváko Ragan – 1977, Mé koně vrané – 1980 a Bičianka z doliny – 1981).

## Filmografie
- 1949: Katka (Jolana)
- 1952: Lazy sa pohli
- 1955: Štvorylka
- 1956: Čert nespí (porotkyně, Pipilková, stará panna, Antošíková)
- 1956: Čisté ruky
- 1958: Statočný zlodej
- 1958: Šťastie príde v nedeľu (vedoucí bazaru)
- 1959: Muž, ktorý sa nevrátil
- 1960: Skalní v ofsajde (prodavačka)
- 1964: Tvár v okne (Olinka)
- 1965: Smrť prichádza v daždi
- 1968: Zbehovia a pútnici (Ruska)
- 1972: Človek na moste
- 1973: Prípad krásnej nerestnice
- 1974: Do zbrane, kuruci!
- 1976: Krátky život (tetka)
- 1976: Milosrdný čas (Lapášová)
- 1977: Štipku soli (3.časť)
- 1978: Zlaté časy
- 1980: Odveta (Čoláková)
- 1982: Pásla kone na betóne (matka Felimáková)
- 1983: Štvrtý rozmer (Roskoványiová)
- 1984: Sladké starosti (Maršálková)
- 1985: Tichá radosť (Malíková)
- 1986: Šiesta veta
- 1992: Všetko čo mám rád
- 1997: Orbis Pictus (stará žena)
- 1998: Rivers of Babylon